# Емблема Еритреї
Державний герб Еритреї затверджений в день здобуття країною незалежності 24 травня 1993 року. На ньому зображений верблюд, оточений оливковою гілкою, і нижче надпис — держава Еритрея трьома офіційними мовами країни: англійською — State of Eritrea, арабською — دولة إرتريا, і тигріні — ሃገረ ኤርትራ, читається як Hagere Ertra.

Герб італійської колонії Еритрея від 1919 до 1926 року.
Герб колонії і провінції Еритрея від 1926 до 1941 року.
Герб британської адміністрації Еритреї від 1941 до 1952 року.
Герб Еритреї в складі Ефіопії від 1952 до 1962 року.